# Милихий (лунный кратер)
Кратер Милихий (лат. Milichius) — небольшой ударный кратер в северной части Моря Островов на видимой стороне Луны. Название присвоено в честь немецкого врача, математика и астронома Якоба Милиха (1501—1559) и утверждено Международным астрономическим союзом в 1935 г. Образование кратера относится к коперниковскому периоду.

## Описание кратера

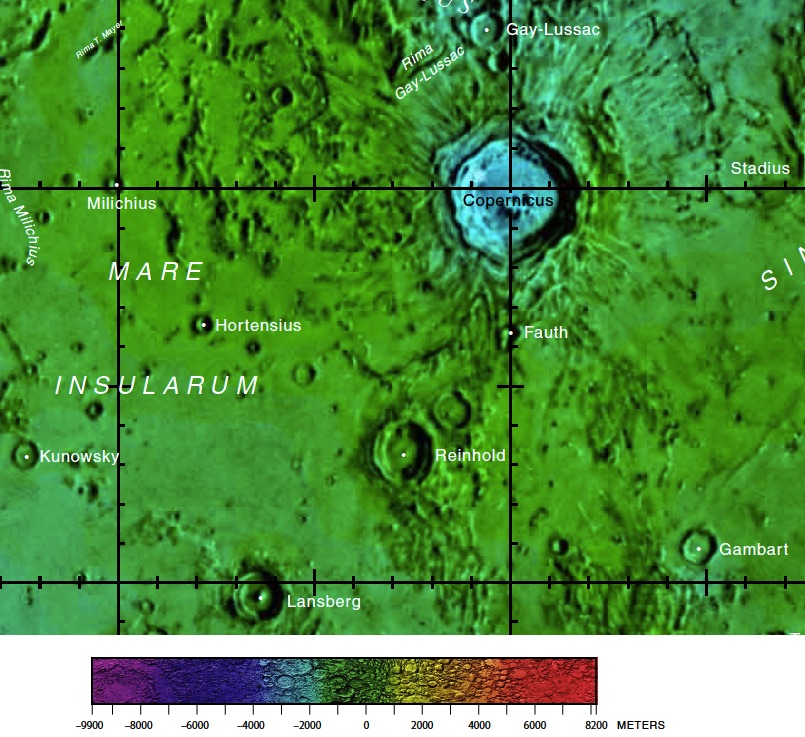
Окрестности кратера Милихий. Фрагмент карты видимой стороны Луны.

Ближайшими соседями кратера являются кратер Кеплер на западе; кратер Бессарион на северо-западе; кратер Майер Т. на севере; кратер Коперник на востоке; кратер Гортензий на юго-востоке и кратер Куновский на юге-юго-западе. На западе от кратера Милихий находится Океан Бурь; на севере борозда Т. Майера; на северо-востоке горы Карпаты; на западе-юго-западе борозда Милихия. Селенографические координаты центра кратера 10°01′ с. ш. 30°14′ з. д. / 10,01° с. ш. 30,23° з. д., диаметр 12,2 км, глубина 2520 м.
Кратер Мензел имеет циркулярную чашеобразную форму. Высота вала над окружающей местностью достигает 450 м, объём кратера составляет приблизительно 70 км³. По морфологическим признакам кратер относится к типу BIO (по названию типичного представителя этого класса — кратера Био) и включен в список кратеров с яркой системой лучей Ассоциации лунной и планетарной астрономии (ALPO).
Местность вокруг кратера пересечена светлыми лучами от кратера Кеплер. На западе от кратера Милихий находится щитовой вулкан с маленьким кратером на вершине.

## Сателлитные кратеры
| Милихий | Координаты                                            | Диаметр, км |
| ------- | ----------------------------------------------------- | ----------- |
| A       | 9°15′ с. ш. 32°04′ з. д. / 9,25° с. ш. 32,07° з. д.   | 8,2         |
| C       | 11°12′ с. ш. 29°26′ з. д. / 11,2° с. ш. 29,44° з. д.  | 2,9         |
| D       | 7°58′ с. ш. 28°16′ з. д. / 7,97° с. ш. 28,27° з. д.   | 3,5         |
| E       | 10°37′ с. ш. 28°09′ з. д. / 10,62° с. ш. 28,15° з. д. | 2,5         |
| K       | 8°29′ с. ш. 30°24′ з. д. / 8,49° с. ш. 30,4° з. д.    | 3,8         |

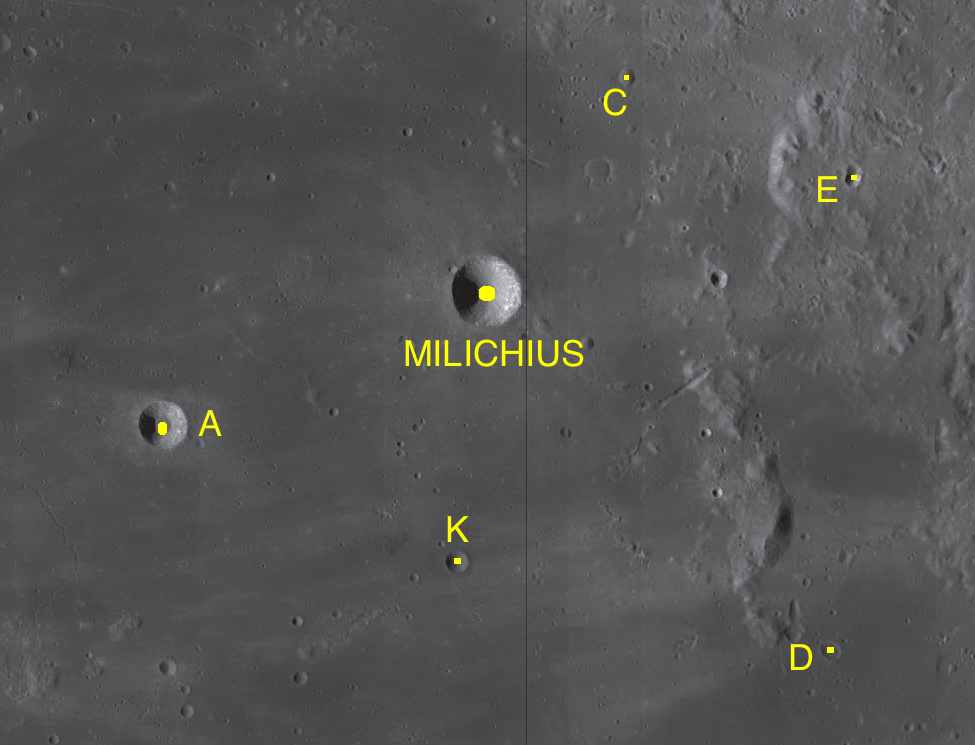
Фрагменты карт LAC-57, LAC-58.

- На западе от сателлитного кратера Милихий K находится небольшая область с низким альбедо.
- Образование сателлитного кратера Милихий A относится к коперниковскому периоду[1].
- Образование сателлитного кратера Милихий C относится к эратосфенскому периоду[1].